# Acrobasis confusella
Acrobasis confusella is een vlinder van de familie van de snuitmotten (Pyralidae). De wetenschappelijke naam van deze soort is voor het eerst voorgesteld als Nephopterix confusella door Francis Walker in een publicatie uit 1866.
De soort komt voor in Zuid-Afrika.